# ビクトリア・ドレーブス
ビクトリア・マナロ・ドレーブス （Victoria Manalo Draves、1924年12月31日 - 2010年4月11日）は、アメリカの飛込競技の選手。1948年のロンドンオリンピックの飛板飛び込みと高飛び込みの2つで金メダルを獲得した。女子選手として初めて10m高飛び込みと3m飛板飛び込みの2つで金メダルを獲得した。さらに、アメリカ人女子選手として初めて飛び込みで2つの金メダルを獲得した。サンフランシスコ出身
。

## 若齢期
サンフランシスコのサウス・オブ・マーケットでフィリピン人シェフ、ミュージシャンの父テオフィロ・マナロとイギリス人メイドの母ガートルード・タイラーの元に生まれる。その両親はサンフランシスコで出会い結婚した。コニーという双子の姉妹、フランキーという姉、幼いころに亡くなったソニーという弟がいた。10歳になるまで水泳のレッスンを受けることができず、5セントを払いミッション地区のプールに行き、赤十字より夏の水泳レッスンを受けた。 高校では、バドミントン、バスケットボール、ソフトボールをしていた。1942年にヴァネス・アベニューの商業高校を卒業し、貧しい家計に足しになるようにと港湾軍医の診療室で、臨時の公務員職を務めた。

## 飛込競技選手として
16歳の時、Jack Laveryという人物に飛込競技を紹介された。彼女をフェアモント・ホテル・スイミング・アンド・ダイビング・クラブの水泳コーチ、フィル・パターソンに紹介したのはこのLaveryだった。人種差別とフィリピン人に対する偏見があったため、名前をヴィッキー・テイラーに変え、パターソンに受け入れられた。第二次世界大戦中は軍事活動に従事していたため、1年間飛び込みをやめていた。代わりにプレシディオ基地で仕事を見つけていた。後にノースビーチのクリスタル・プランジのチャーリー・サヴァ率いる水泳プログラムに参加し、ジミー・ヒューズがコーチについた。毎日放課後は飛び込みの練習を50-100回行い、それはサンフランシスコ短期大学（現在のサンフランシスコシティカレッジ）に入学後も続いた。19歳の時、インディアナで行われたAAUの全国大会の飛込競技に初参加し、ヒューズの指導の成果もあり3位となった。
1944年の全米AAU選手権で1942年の高飛び込みのチャンピオンであるサミュエル・リーと仲良くなり、彼の友人で、オークランドで著名なアテネアスレチッククラブの水泳・飛込プログラムを運営していたライル・ドレーブスを紹介された。その後、ライル・ドレーブスとの練習を開始し、飛板飛び込みに加え高飛び込みもするようにした。ライルはフェアモント・ホテル・スイミング・アンド・ダイビング・クラブでの人種差別に嫌気がさし、サンフランシスコを離れロサンゼルスに来ていた。マナロはロサンゼルスに通い、アウトドア・ナショナルズで2位と3位となった。1945年、父が亡くなった際は、以前働いていたサンフランシスコの港湾軍医の診療室の事務員の職に戻った。
戦後は南カリフォルニアに移り、亡くなるまでそこにいた。コーチであったライルと1946年7月12日に結婚し、1946年, 47年, 48年のナショナル・タワー・ダイビング・チャンピオンシップの10m高飛び込みで優勝した。1948年に初めて飛板飛び込みの国内タイトルを獲得した。デトロイトで行われたオリンピック予選において、飛板飛び込みと高飛び込みのいずれでも優勝できなかったが、代表に選出された。
1948年のオリンピックに先がけて、5つの国内の飛込競技の選手権で優勝した。オリンピックで勝利後、マナロ-ドレーブス夫妻はマニラ・ジェイシーズの招待によりｍフィリピンを初めて訪れた。29日間の訪問で、マラカニアン宮殿のスイートに滞在し、父が生まれた場所であるバターンのオラニにいる父の親戚を訪ねた。リサール・スタジアムなどで高飛び込みの公開を行った。これは大統領のエルピディオ・キリノに見せるためでもあった。1949年のLIFEのレイアウトに登場し、1948年のオリンピックにおけるアメリカのトップアスリート2人のうちの1人に選ばれた。
オリンピック後にプロとなり、彼女のプロデビューのためにシカゴのソルジャー・フィールドで開催されたラリー・クロスビーの "Rhapsody in Swimtime" 水中ショーに参加した。また、L.A. Coliseum でスター選手のエスター・ウィリアムズとともにパフォーマンスを行い、ゼネラルモーターズのコンベンションを行った。1949年と1950年はアメリカ、カナダ、ヨーロッパをバスター・クラッブの "Aqua Parade" で周った。パームスプリングスのコーチェラ・バレーズ・エル・ミラドールホテルやパームデザートのシャドー・マウンテン・リゾート&クラブで定期的にパフォーマンスを行った後、南カリフォルニアで子どもを持つために飛び込みから引退した
。グレンデールで子どもをもうけたのち、夫とともにモントローズのインディアン・スプリングスで水泳と飛込の訓練プログラムを運営した。のちに場所をエンシノに変えて行っている。その後はタルザナに移りそこで35年間生活し、4人の息子、デビッド、ジェフリー、デール、キムを優れた飛込選手に育てた。そののちは、夫はコーチと水泳の指導者を続けたが、自身は事務員として働いた。

## 引退後
1960年半ば、フィリピンからの移民の第二の波がやってきて、大部分がマーケット地区の南に定住したとき、フィリピン教育センターの主唱者となった。
1968年、短距離選手のジェシー・オーエンス、フットボール選手のトミー・ハーモン、レーシングカードライバーのサム・ハンクスとともにサンズ・ホテルに集まり、シティ・オブ・ホープに70万ドルの助成をした。
1969年に国際水泳殿堂入りをした。
2005年、シティカレッジオブサンフランシスコの最も秀でた卒業生に選出され、5月27日にMasonic Auditoriumで行われた学位授与式で賞を受け取りスピーチを行った。出席した2000人の卒業生から盛大な拍手を受けた。同年、ロサンゼルス・アスレチッククラブの優秀な選手の1人として認められた。
2006年8月、名誉をたたえ、サンフランシスコの2エーカーの公園にビクトリア・マナロ・ドレーブスの名前が付けられた（金メダル1つにつき1エーカー）。そのフォルサム通りとシャーマン通りに面した場所は、彼女の母校であるフランクリン小学校があったところであり、生まれ育った場所から4ブロック離れたところにある。
1995年に夫婦でカリフォルニア州パームスプリングスに移り住んだ。2010年4月11日、肺炎により悪化した膵臓がんで死去した。。カリフォルニア州カテドラルシティにあるフォレスト・ローン墓地に埋葬されている。